# Fenyércirok
A fenyércirok vagy fehércirok (Sorghum halepense) a perjevirágúak (Poales) rendjében a kölesformák (Panicoideae) alcsaládjába tartozó növény, a kukorica egyik legfőbb évelő egyszikű gyomnövénye.

## Előfordulása
Elterjedési területének északi határvidéke Magyarország, ahol az 1970-es évek kezdett elszaporodni Mohács és Baja térségéből. Az ország déli megyéiben és a Mezőföldön helyenként tömegesen fordul elő, más vidékeken szórványos. A 2007–2008-as országos gyomfelvételezés alapján Magyarországon ez a kukoricatáblákban legnagyobb helyet foglaló gyomnövény.

## Megjelenése, felépítése
Magas, felálló szárú, tarackos; a bugája laza, terpedt.

## Életmódja
Rövid nappalos növény; meleg- és fényigényes, de hidegtűrő. A leginkább a humuszos vályog- és a tápanyaggal jól ellátott réti agyagtalajokat kedveli, a savanyú talajokat kerüli. Magja 4-5 hónapig nyugalomban van; 0-8 cm-ről képes kicsírázni. A talajban 3-6 évig csíraképes marad.
Mivel a monokultúrás táblákon termelt szántóföldi növények gyomirtószereire ellenállóvá vált, elterjedésének a többi gyom kipusztulása kimondottan kedvez.
Allelopatikus hatása van (kukorica, búza, lucerna).
Mérgező.

## Védekezés ellene
Terjedése ellen magérlelésének akadályozásával védekezhetünk – mindenekelőtt pedig kapálással, ami a kukorica 6-7 leveles korában a leghatékonyabb. Megelőzésének legjobb módja a vetésváltás, emellett bizonyos vegyszerkombinációk még hatásosak.